# Pallavolo alla XXX Universiade - Torneo maschile
Il torneo maschile di pallavolo alla XXX Universiade si è svolto dal 5 al 13 luglio 2019 ad Ariano Irpino, Benevento, Eboli e Nocera Inferiore, in Italia, durante la XXX Universiade: al torneo hanno partecipato venti squadre nazionali e la vittoria finale è andata per la seconda volta all'Italia.

## Impianti
|                                                                                |                                                                  |                                                             |
|                                                                                |                                                                  |                                                             |
| Palazzetto dello Sport Città: Ariano Irpino Capienza: 1 742 Anno d'apertura: - | PalaTedeschi Città: Benevento Capienza: 3 420 Anno d'apertura: - | PalaSele Città: Eboli Capienza: 8 000 Anno d'apertura: 2001 |

|                                                                         |  |  |
|                                                                         |  |  |
| PalaCoscioni Città: Nocera Inferiore Capienza: 1 352 Anno d'apertura: - |  |  |

## Regolamento

### Formula
Le squadre hanno disputato una prima fase a gironi con formula del girone all'italiana; al termine della prima fase:
- Le prime due classificate di ogni girone hanno acceduto alla fase finale per il primo, strutturata in quarti di finale, semifinali, finale per il terzo posto e finale.
- Le quattro eliminate ai quarti di finale della fase finale per il primo posto hanno acceduto alla fase finale per il quinto posto, strutturata in semifinali, finale per il settimo posto e finale per il quinto posto.
- La terza e la quarta classificata di ogni girone hanno acceduto alla fase finale per il nono posto, strutturata in quarti di finale, semifinali, finale per l'undicesimo posto e finale per il nono posto.
- Le quattro eliminate ai quarti di finale della fase finale per il nono posto hanno acceduto alla fase finale per il tredicesimo posto, strutturata in semifinali, finale per il quindicesimo posto e finale per il tredicesimo posto.
- L'ultima classificata di ogni girone ha acceduto alla fase finale per il diciassettesimo posto, strutturata in semifinali, finale per il diciannovesimo posto e finale per il diciassettesimo posto.

### Criteri di classifica
Se il risultato finale è stato di 3-0 o 3-1 sono stati assegnati 3 punti alla squadra vincente e 0 a quella sconfitta, se il risultato finale è stato di 3-2 sono stati assegnati 2 punti alla squadra vincente e 1 a quella sconfitta.
L'ordine del posizionamento in classifica è stato definito in base a:
- Numero di partite vinte;
- Punti;
- Ratio dei set vinti/persi;
- Ratio dei punti realizzati/subiti;
- Risultati degli scontri diretti.

## Squadre partecipanti
| Squadra       | Qualificazione           | Ultima partecipazione |
| ------------- | ------------------------ | --------------------- |
| Argentina     | 6ª alla XXIX Universiade | Taipei 2017           |
| Brasile       | 5ª alla XXIX Universiade | Taipei 2017           |
| Canada        | Wild card                | Taipei 2017           |
| Cile          | Wild card                | Taipei 2017           |
| Cina          | Wild card                | Gwangju 2015          |
| Corea del Sud | Wild card                | Taipei 2017           |
| Francia       | Wild card                | Taipei 2017           |
| Giappone      | 3ª alla XXIX Universiade | Taipei 2017           |
| Hong Kong     | Wild card                | Taipei 2017           |
| Iran          | 1ª alla XXIX Universiade | Taipei 2017           |
| Italia        | Paese organizzatore      | Bangkok 2007          |
| Messico       | Wild card                | Taipei 2017           |
| Polonia       | Wild card                | Kazan' 2013           |
| Portogallo    | 8ª alla XXIX Universiade | Taipei 2017           |
| Rep. Ceca     | 7ª alla XXIX Universiade | Taipei 2017           |
| Russia        | 2ª alla XXIX Universiade | Taipei 2017           |
| Svizzera      | Wild card                | Taipei 2017           |
| Stati Uniti   | Wild card                | Taipei 2017           |
| Taipei cinese | Wild card                | Taipei 2017           |
| Ucraina       | 4ª alla XXIX Universiade | Taipei 2017           |

## Torneo

### Fase a gironi
| Girone A      | Girone B      | Girone C | Girone D  |
| ------------- | ------------- | -------- | --------- |
| Cile          | Cina          | Brasile  | Argentina |
| Hong Kong     | Corea del Sud | Canada   | Giappone  |
| Rep. Ceca     | Portogallo    | Francia  | Italia    |
| Taipei cinese | Russia        | Iran     | Messico   |
| Ucraina       | Stati Uniti   | Polonia  | Svizzera  |

#### Girone A

##### Risultati
| 5 luglio 2019 Palazzetto dello Sport, Ariano Irpino Durata: 1h:23 - Spettatori: ? | Cile          | 3 - 0 | Rep. Ceca     | 13-25, 15-25, 28-30               |
| 5 luglio 2019 Palazzetto dello Sport, Ariano Irpino Durata: 1h:57 - Spettatori: ? | Taipei cinese | 3 - 2 | Ucraina       | 25-22, 15-25, 22-25, 25-17, 15-13 |
| 6 luglio 2019 PalaCoscioni, Nocera Inferiore Durata: 1h:57 - Spettatori: ?        | Rep. Ceca     | 3 - 1 | Taipei cinese | 25-23, 25-18, 24-26               |
| 6 luglio 2019 PalaCoscioni, Nocera Inferiore Durata: 1h:32 - Spettatori: ?        | Hong Kong     | 0 - 3 | Cile          | 22-25, 32-34, 18-25               |
| 7 luglio 2019 PalaCoscioni, Nocera Inferiore Durata: 1h:11 - Spettatori: ?        | Taipei cinese | 3 - 0 | Hong Kong     | 25-13, 25-18, 25-17               |
| 7 luglio 2019 PalaCoscioni, Nocera Inferiore Durata: 1h:54 - Spettatori: ?        | Ucraina       | 1 - 3 | Rep. Ceca     | 28-26, 13-25, 21-25, 22-25        |
| 8 luglio 2019 PalaSele, Eboli Durata: 1h:32 - Spettatori: ?                       | Cile          | 1 - 3 | Taipei cinese | 25-22, 18-25, 14-25, 9-25         |
| 8 luglio 2019 PalaSele, Eboli Durata: 1h:17 - Spettatori: ?                       | Hong Kong     | 0 - 3 | Ucraina       | 21-25, 16-25, 21-25               |
| 9 luglio 2019 Palazzetto dello Sport, Ariano Irpino Durata: 1h:05 - Spettatori: ? | Ucraina       | 3 - 2 | Cile          | 21-25, 25-22, 25-23, 20-25, 15-11 |
| 9 luglio 2019 Palazzetto dello Sport, Ariano Irpino Durata: 1h:36 - Spettatori: ? | Rep. Ceca     | 1 - 3 | Hong Kong     | 22-25, 25-19, 25-18, 25-10        |

##### Classifica
| Pos | Squadra       | Pt | G | V | P | SV | SP | Ratio | PF  | PS  | Ratio |
| --- | ------------- | -- | - | - | - | -- | -- | ----- | --- | --- | ----- |
| 1   | Rep. Ceca     | 12 | 4 | 4 | 0 | 12 | 3  | 4,000 | 377 | 300 | 1,257 |
| 2   | Taipei cinese | 8  | 4 | 3 | 1 | 10 | 6  | 1,667 | 362 | 315 | 1,149 |
| 3   | Ucraina       | 6  | 4 | 2 | 2 | 9  | 8  | 1,125 | 367 | 367 | 1,000 |
| 4   | Cile          | 4  | 4 | 1 | 3 | 6  | 9  | 0,667 | 312 | 355 | 0,879 |
| 5   | Hong Kong     | 0  | 4 | 0 | 4 | 1  | 12 | 0,083 | 250 | 331 | 0,755 |

#### Girone B

##### Risultati
| 5 luglio 2019 Palazzetto dello Sport, Ariano Irpino Durata: 2h:02 - Spettatori: ? | Stati Uniti   | 3 - 2 | Corea del Sud | 25-21, 25-20, 18-25, 21-25, 15-13 |
| 5 luglio 2019 Palazzetto dello Sport, Ariano Irpino Durata: 1h:45 - Spettatori: ? | Russia        | 3 - 1 | Portogallo    | 24-26, 25-15, 25-20, 25-17        |
| 6 luglio 2019 Palazzetto dello Sport, Ariano Irpino Durata: 1h:15 - Spettatori: ? | Corea del Sud | 0 - 3 | Russia        | 17-25, 22-25, 18-25               |
| 6 luglio 2019 Palazzetto dello Sport, Ariano Irpino Durata: 2h:03 - Spettatori: ? | Cina          | 2 - 3 | Stati Uniti   | 25-19, 22-25, 22-25, 25-23, 13-15 |
| 7 luglio 2019 Palazzetto dello Sport, Ariano Irpino Durata: 1h:46 - Spettatori: ? | Portogallo    | 3 - 1 | Corea del Sud | 25-21, 25-20, 27-29, 25-8         |
| 7 luglio 2019 Palazzetto dello Sport, Ariano Irpino Durata: 1h:07 - Spettatori: ? | Russia        | 3 - 0 | Cina          | 25-20, 25-15, 25-15               |
| 8 luglio 2019 PalaSele, Eboli Durata: 1h:12 - Spettatori: ?                       | Stati Uniti   | 0 - 3 | Russia        | 13-25, 15-25, 19-25               |
| 8 luglio 2019 PalaCoscioni, Nocera Inferiore Durata: 1h:13 - Spettatori: ?        | Cina          | 0 - 3 | Portogallo    | 22-25, 18-25, 18-25               |
| 9 luglio 2019 PalaTedeschi, Benevento Durata: 1h:22 - Spettatori: ?               | Corea del Sud | 3 - 0 | Cina          | 25-23, 25-19, 31-29               |
| 9 luglio 2019 PalaTedeschi, Benevento Durata: 1h:33 - Spettatori: ?               | Portogallo    | 3 - 0 | Stati Uniti   | 25-19, 33-31, 25-21               |

##### Classifica
| Pos | Squadra       | Pt | G | V | P | SV | SP | Ratio  | PF  | PS  | Ratio |
| --- | ------------- | -- | - | - | - | -- | -- | ------ | --- | --- | ----- |
| 1   | Russia        | 12 | 4 | 4 | 0 | 12 | 1  | 12,000 | 324 | 232 | 1,397 |
| 2   | Portogallo    | 9  | 4 | 3 | 1 | 10 | 4  | 2,500  | 338 | 306 | 1,105 |
| 3   | Stati Uniti   | 4  | 4 | 2 | 2 | 6  | 10 | 0,600  | 329 | 369 | 0,892 |
| 4   | Corea del Sud | 4  | 4 | 1 | 3 | 6  | 9  | 0,667  | 320 | 352 | 0,909 |
| 5   | Cina          | 1  | 4 | 0 | 4 | 2  | 12 | 0,167  | 286 | 338 | 0,846 |

#### Girone C

##### Risultati
| 5 luglio 2019 PalaTedeschi, Benevento Durata: 1h:24 - Spettatori: ?               | Brasile | 0 - 3 | Polonia | 22-25, 11-25, 23-25               |
| 5 luglio 2019 PalaTedeschi, Benevento Durata: 2h:14 - Spettatori: ?               | Francia | 3 - 2 | Iran    | 25-12, 25-19, 19-25, 25-27, 15-8  |
| 6 luglio 2019 PalaSele, Eboli Durata: 1h:18 - Spettatori: ?                       | Polonia | 3 - 0 | Francia | 25-14, 25-22, 25-19               |
| 6 luglio 2019 PalaCoscioni, Nocera Inferiore Durata: 1h:34 - Spettatori: ?        | Canada  | 1 - 3 | Brasile | 13-25, 25-18, 21-25, 18-25        |
| 7 luglio 2019 PalaSele, Eboli Durata: 1h:24 - Spettatori: ?                       | Iran    | 0 - 3 | Polonia | 19-25, 21-25, 21-25               |
| 7 luglio 2019 PalaCoscioni, Nocera Inferiore Durata: 1h:38 - Spettatori: ?        | Francia | 3 - 1 | Canada  | 25-18, 25-27, 25-17, 25-20        |
| 8 luglio 2019 PalaCoscioni, Nocera Inferiore Durata: 1h:45 - Spettatori: ?        | Brasile | 1 - 3 | Francia | 21-25, 18-25, 25-21, 22-25        |
| 8 luglio 2019 PalaCoscioni, Nocera Inferiore Durata: 2h:08 - Spettatori: ?        | Canada  | 3 - 2 | Iran    | 20-25, 25-18, 23-25, 25-17, 15-10 |
| 9 luglio 2019 Palazzetto dello Sport, Ariano Irpino Durata: 1h:08 - Spettatori: ? | Polonia | 3 - 0 | Canada  | 25-20, 25-16, 25-18               |
| 9 luglio 2019 Palazzetto dello Sport, Ariano Irpino Durata: 1h:15 - Spettatori: ? | Iran    | 0 - 3 | Brasile | 18-25, 21-25, 18-25               |

##### Classifica
| Pos | Squadra | Pt | G | V | P | SV | SP | Ratio | PF  | PS  | Ratio |
| --- | ------- | -- | - | - | - | -- | -- | ----- | --- | --- | ----- |
| 1   | Polonia | 12 | 4 | 4 | 0 | 12 | 0  | MAX   | 300 | 226 | 1,327 |
| 2   | Francia | 8  | 4 | 3 | 1 | 9  | 7  | 1,286 | 360 | 334 | 1,078 |
| 3   | Brasile | 6  | 4 | 2 | 2 | 7  | 7  | 1,000 | 310 | 305 | 1,016 |
| 4   | Canada  | 2  | 4 | 1 | 3 | 5  | 11 | 0,455 | 321 | 363 | 0,884 |
| 5   | Iran    | 2  | 4 | 0 | 4 | 4  | 12 | 0,333 | 304 | 367 | 0,828 |

#### Girone D

##### Risultati
| 5 luglio 2019 PalaSele, Eboli Durata: 1h:19 - Spettatori: ?                | Messico   | 0 - 3 | Argentina | 20-25, 16-25, 19-25               |
| 5 luglio 2019 PalaSele, Eboli Durata: 1h:13 - Spettatori: ?                | Svizzera  | 0 - 3 | Italia    | 17-25, 23-25, 15-25               |
| 6 luglio 2019 PalaSele, Eboli Durata: 1h:17 - Spettatori: ?                | Giappone  | 3 - 0 | Messico   | 25-15, 25-21, 25-20               |
| 6 luglio 2019 PalaCoscioni, Nocera Inferiore Durata: 1h:41 - Spettatori: ? | Argentina | 3 - 1 | Svizzera  | 25-20, 22-25, 25-18, 25-20        |
| 7 luglio 2019 PalaSele, Eboli Durata: 2h:00 - Spettatori: ?                | Italia    | 3 - 2 | Argentina | 23-25, 20-25, 25-15, 25-23, 15-12 |
| 7 luglio 2019 PalaCoscioni, Nocera Inferiore Durata: 1h:42 - Spettatori: ? | Svizzera  | 1 - 3 | Giappone  | 25-23, 21-25, 16-25, 21-25        |
| 8 luglio 2019 PalaSele, Eboli Durata: 1h:19 - Spettatori: ?                | Giappone  | 0 - 3 | Italia    | 22-25, 19-25, 19-25               |
| 8 luglio 2019 PalaCoscioni, Nocera Inferiore Durata: 1h:54 - Spettatori: ? | Messico   | 1 - 3 | Svizzera  | 20-25, 32-34, 26-24, 17-25        |
| 9 luglio 2019 PalaSele, Eboli Durata: 1h:17 - Spettatori: ?                | Argentina | 0 - 3 | Giappone  | 20-25, 23-25, 18-25               |
| 9 luglio 2019 PalaSele, Eboli Durata: 1h:10 - Spettatori: ?                | Italia    | 3 - 0 | Messico   | 25-20, 25-16, 25-19               |

##### Classifica
| Pos | Squadra   | Pt | G | V | P | SV | SP | Ratio | PF  | PS  | Ratio |
| --- | --------- | -- | - | - | - | -- | -- | ----- | --- | --- | ----- |
| 1   | Italia    | 11 | 4 | 4 | 0 | 12 | 2  | 6,000 | 333 | 270 | 1,233 |
| 2   | Giappone  | 9  | 4 | 3 | 1 | 9  | 4  | 2,250 | 308 | 275 | 1,120 |
| 3   | Argentina | 7  | 4 | 2 | 2 | 8  | 7  | 1,143 | 333 | 321 | 1,037 |
| 4   | Svizzera  | 3  | 4 | 1 | 3 | 5  | 10 | 0,500 | 329 | 365 | 0,901 |
| 5   | Messico   | 0  | 4 | 0 | 4 | 1  | 12 | 0,083 | 261 | 333 | 0,784 |

### Fase finale

#### Finali 1º e 3º posto
|  | Quarti        | Quarti  |         |        | Semifinali         | Semifinali         |  |  | Finale 1º/2º posto | Finale 1º/2º posto |
|  |               |         |         |        |                    |                    |  |  |                    |                    |
|  |               |         |         |        |                    |                    |  |  |                    |                    |
|  |               |         |         |        |                    |                    |  |  |                    |                    |
|  | Rep. Ceca     | 1       |         |        |                    |                    |  |  |                    |                    |
|  | Rep. Ceca     | 1       |         |        |                    |                    |  |  |                    |                    |
|  | Francia       | 3       |         |        |                    |                    |  |  |                    |                    |
|  | Francia       | 3       | Francia | 0      |                    |                    |  |  |                    |                    |
|  |               |         | Francia | 0      |                    |                    |  |  |                    |                    |
|  |               | Italia  | 3       |        |                    |                    |  |  |                    |                    |
|  | Italia        | Italia  | 3       | 3      |                    |                    |  |  |                    |                    |
|  | Italia        |         |         | 3      |                    |                    |  |  |                    |                    |
|  | Portogallo    | 0       |         |        |                    |                    |  |  |                    |                    |
|  | Portogallo    | 0       | Italia  | 3      |                    |                    |  |  |                    |                    |
|  |               |         | Italia  | 3      |                    |                    |  |  |                    |                    |
|  |               | Polonia | 2       |        |                    |                    |  |  |                    |                    |
|  | Polonia       | Polonia | 2       | 3      |                    |                    |  |  |                    |                    |
|  | Polonia       |         |         | 3      |                    |                    |  |  |                    |                    |
|  | Taipei cinese | 1       |         |        |                    |                    |  |  |                    |                    |
|  | Taipei cinese | 1       | Polonia | 3      | Finale 3º/4º posto | Finale 3º/4º posto |  |  |                    |                    |
|  |               |         | Polonia | 3      | Finale 3º/4º posto | Finale 3º/4º posto |  |  |                    |                    |
|  |               | Russia  | 2       |        |                    |                    |  |  |                    |                    |
|  | Russia        | Russia  | 2       | 3      | Francia            | 0                  |  |  |                    |                    |
|  | Russia        |         |         | 3      | Francia            | 0                  |  |  |                    |                    |
|  | Giappone      | 1       |         | Russia | 3                  |                    |  |  |                    |                    |
|  | Giappone      | 1       |         |        | 3                  |                    |  |  |                    |                    |
|  |               |         |         |        |                    |                    |  |  |                    |                    |
|  |               |         |         |        |                    |                    |  |  |                    |                    |

##### Quarti di finale
| 11 luglio 2019 PalaSele, Eboli Durata: 1h:42 - Spettatori: ? | Russia    | 3 - 1 | Giappone      | 25-21, 25-11, 23-25, 25-14 |
| 11 luglio 2019 PalaSele, Eboli Durata: 1h:10 - Spettatori: ? | Polonia   | 3 - 0 | Taipei cinese | 25-17, 25-18, 25-9         |
| 11 luglio 2019 PalaSele, Eboli Durata: 1h:37 - Spettatori: ? | Rep. Ceca | 1 - 3 | Francia       | 22-25, 17-25, 26-24, 19-25 |
| 11 luglio 2019 PalaSele, Eboli Durata: 1h:05 - Spettatori: ? | Italia    | 3 - 0 | Portogallo    | 25-16, 25-21, 25-15        |

##### Semifinali
| 12 luglio 2019 PalaSele, Eboli Durata: 2h:01 - Spettatori: ? | Polonia | 3 - 2 | Russia | 25-21, 25-15, 19-25, 18-25, 17-15 |
| 12 luglio 2019 PalaSele, Eboli Durata: 1h:12 - Spettatori: ? | Francia | 0 - 3 | Italia | 16-25, 21-25, 18-25               |

##### Finale 3º posto
| 13 luglio 2019 PalaSele, Eboli Durata: 1h:15 - Spettatori: ? | Francia | 0 - 3 | Russia | 18-25, 20-25, 22-25 |

##### Finale
| 13 luglio 2019 PalaSele, Eboli Durata: 2h:00 - Spettatori: ? | Italia | 3 - 2 | Polonia | 16-25, 25-20, 22-25, 25-23, 15-10 |

#### Finali 5º e 7º posto
|  | Semifinali    | Semifinali    | Semifinali |          |           | Finale 5º posto | Finale 5º posto | Finale 5º posto |  |
|  |               |               |            |          |           |                 |                 |                 |  |
|  | Rep. Ceca     | Rep. Ceca     | 3          |          |           |                 |                 |                 |  |
|  | Rep. Ceca     | Rep. Ceca     | 3          |          |           |                 |                 |                 |  |
|  | Portogallo    | Portogallo    | 1          |          |           |                 |                 |                 |  |
|  | Portogallo    | Portogallo    | 1          |          | Rep. Ceca | Rep. Ceca       | 0               |                 |  |
|  |               |               |            |          | Rep. Ceca | Rep. Ceca       | 0               |                 |  |
|  |               |               | Giappone   | Giappone | 3         |                 |                 |                 |  |
|  | Taipei cinese | Taipei cinese | Giappone   | Giappone | 3         | 1               |                 |                 |  |
|  | Taipei cinese | Taipei cinese |            |          |           | 1               |                 |                 |  |
|  | Giappone      | Giappone      | 3          |          |           | Finale 7º posto | Finale 7º posto | Finale 7º posto |  |
|  | Giappone      | Giappone      | 3          |          |           |                 |                 |                 |  |
|  |               |               |            |          |           |                 |                 |                 |  |
|  |               |               |            |          |           | Portogallo      | Portogallo      | 1               |  |
|  |               |               |            |          |           | Portogallo      | Portogallo      | 1               |  |
|  |               |               |            |          |           | Taipei cinese   | Taipei cinese   | 3               |  |

##### Semifinali
| 12 luglio 2019 PalaCoscioni, Nocera Inferiore Durata: 1h:59 - Spettatori: ? | Taipei cinese | 1 - 3 | Giappone   | 31-33, 23-25, 25-16, 22-25 |
| 12 luglio 2019 PalaCoscioni, Nocera Inferiore Durata: 1h:43 - Spettatori: ? | Rep. Ceca     | 3 - 1 | Portogallo | 25-23, 25-23, 21-25, 25-18 |

##### Finale 7º posto
| 13 luglio 2019 PalaCoscioni, Nocera Inferiore Durata: 1h:58 - Spettatori: ? | Portogallo | 1 - 3 | Taipei cinese | 25-14, 18-25, 28-30, 23-25 |

##### Finale 5º posto
| 13 luglio 2019 PalaCoscioni, Nocera Inferiore Durata: 1h:16 - Spettatori: ? | Rep. Ceca | 0 - 3 | Giappone | 19-25, 18-25, 22-25 |

#### Finali 9º e 11º posto
|  | Quarti        | Quarti        |               |         | Semifinali           | Semifinali           |  |  | Finale 9º/10º posto | Finale 9º/10º posto |
|  |               |               |               |         |                      |                      |  |  |                     |                     |
|  |               |               |               |         |                      |                      |  |  |                     |                     |
|  |               |               |               |         |                      |                      |  |  |                     |                     |
|  | Ucraina       | 0             |               |         |                      |                      |  |  |                     |                     |
|  | Ucraina       | 0             |               |         |                      |                      |  |  |                     |                     |
|  | Canada        | 3             |               |         |                      |                      |  |  |                     |                     |
|  | Canada        | 3             | Canada        | 0       |                      |                      |  |  |                     |                     |
|  |               |               | Canada        | 0       |                      |                      |  |  |                     |                     |
|  |               | Corea del Sud | 3             |         |                      |                      |  |  |                     |                     |
|  | Argentina     | Corea del Sud | 3             | 2       |                      |                      |  |  |                     |                     |
|  | Argentina     |               |               | 2       |                      |                      |  |  |                     |                     |
|  | Corea del Sud | 3             |               |         |                      |                      |  |  |                     |                     |
|  | Corea del Sud | 3             | Corea del Sud | 0       |                      |                      |  |  |                     |                     |
|  |               |               | Corea del Sud | 0       |                      |                      |  |  |                     |                     |
|  |               | Svizzera      | 3             |         |                      |                      |  |  |                     |                     |
|  | Brasile       | Svizzera      | 3             | 3       |                      |                      |  |  |                     |                     |
|  | Brasile       |               |               | 3       |                      |                      |  |  |                     |                     |
|  | Cile          | 1             |               |         |                      |                      |  |  |                     |                     |
|  | Cile          | 1             | Brasile       | 1       | Finale 11º/12º posto | Finale 11º/12º posto |  |  |                     |                     |
|  |               |               | Brasile       | 1       | Finale 11º/12º posto | Finale 11º/12º posto |  |  |                     |                     |
|  |               | Svizzera      | 3             |         |                      |                      |  |  |                     |                     |
|  | Stati Uniti   | Svizzera      | 3             | 0       | Canada               | 3                    |  |  |                     |                     |
|  | Stati Uniti   |               |               | 0       | Canada               | 3                    |  |  |                     |                     |
|  | Svizzera      | 3             |               | Brasile | 2                    |                      |  |  |                     |                     |
|  | Svizzera      | 3             |               |         | 2                    |                      |  |  |                     |                     |
|  |               |               |               |         |                      |                      |  |  |                     |                     |
|  |               |               |               |         |                      |                      |  |  |                     |                     |

##### Quarti di finale
| 11 luglio 2019 PalaTedeschi, Benevento Durata: 1h:14 - Spettatori: ? | Stati Uniti | 0 - 3 | Svizzera      | 23-25, 21-25, 15-25               |
| 11 luglio 2019 PalaTedeschi, Benevento Durata: 1h:48 - Spettatori: ? | Brasile     | 3 - 1 | Cile          | 23-25, 25-19, 25-22, 25-19        |
| 11 luglio 2019 PalaTedeschi, Benevento Durata: 1h:05 - Spettatori: ? | Ucraina     | 0 - 3 | Canada        | 17-25, 13-25, 16-25               |
| 11 luglio 2019 PalaTedeschi, Benevento Durata: 1h:58 - Spettatori: ? | Argentina   | 2 - 3 | Corea del Sud | 24-26, 25-16, 25-18, 19-25, 12-15 |

##### Semifinali
| 12 luglio 2019 PalaTedeschi, Benevento Durata: 1h:39 - Spettatori: ? | Brasile | 1 - 3 | Svizzera      | 22-25, 17-25, 25-22, 21-25 |
| 12 luglio 2019 PalaTedeschi, Benevento Durata: 1h:28 - Spettatori: ? | Canada  | 0 - 3 | Corea del Sud | 21-25, 23-25, 26-28        |

##### Finale 11º posto
| 13 luglio 2019 PalaTedeschi, Benevento Durata: 1h:53 - Spettatori: ? | Canada | 3 - 2 | Brasile | 25-16, 23-25, 25-21, 19-25, 15-9 |

##### Finale 9º posto
| 13 luglio 2019 PalaTedeschi, Benevento Durata: 1h:14 - Spettatori: ? | Corea del Sud | 0 - 3 | Svizzera | 15-25, 25-27, 17-25 |

#### Finali 13º e 15º posto
|  | Semifinali  | Semifinali  | Semifinali |      |         | Finale 13º posto | Finale 13º posto | Finale 13º posto |  |
|  |             |             |            |      |         |                  |                  |                  |  |
|  | Ucraina     | Ucraina     | 3          |      |         |                  |                  |                  |  |
|  | Ucraina     | Ucraina     | 3          |      |         |                  |                  |                  |  |
|  | Argentina   | Argentina   | 2          |      |         |                  |                  |                  |  |
|  | Argentina   | Argentina   | 2          |      | Ucraina | Ucraina          | 3                |                  |  |
|  |             |             |            |      | Ucraina | Ucraina          | 3                |                  |  |
|  |             |             | Cile       | Cile | 0       |                  |                  |                  |  |
|  | Cile        | Cile        | Cile       | Cile | 0       | 3                |                  |                  |  |
|  | Cile        | Cile        |            |      |         | 3                |                  |                  |  |
|  | Stati Uniti | Stati Uniti | 1          |      |         | Finale 15º posto | Finale 15º posto | Finale 15º posto |  |
|  | Stati Uniti | Stati Uniti | 1          |      |         |                  |                  |                  |  |
|  |             |             |            |      |         |                  |                  |                  |  |
|  |             |             |            |      |         | Argentina        | Argentina        | 3                |  |
|  |             |             |            |      |         | Argentina        | Argentina        | 3                |  |
|  |             |             |            |      |         | Stati Uniti      | Stati Uniti      | 0                |  |

##### Semifinali
| 12 luglio 2019 PalaCoscioni, Nocera Inferiore Durata: 2h:10 - Spettatori: ? | Ucraina | 3 - 2 | Argentina   | 19-25, 29-27, 23-25, 25-21, 15-11 |
| 12 luglio 2019 PalaTedeschi, Benevento Durata: 1h:44 - Spettatori: ?        | Cile    | 3 - 1 | Stati Uniti | 21-25, 25-16, 25-22, 25-21        |

##### Finale 15º posto
| 13 luglio 2019 Palazzetto dello Sport, Ariano Irpino Durata: 1h:10 - Spettatori: ? | Argentina | 3 - 0 | Stati Uniti | 25-20, 25-15, 25-20 |

##### Finale 13º posto
| 13 luglio 2019 Palazzetto dello Sport, Ariano Irpino Durata: 1h:12 - Spettatori: ? | Ucraina | 3 - 0 | Cile | 25-20, 25-20, 25-22 |

#### Finali 17º e 19º posto
|  | Semifinali | Semifinali | Semifinali |      |         | Finale 17º posto | Finale 17º posto | Finale 17º posto |  |
|  |            |            |            |      |         |                  |                  |                  |  |
|  | Hong Kong  | Hong Kong  | 1          |      |         |                  |                  |                  |  |
|  | Hong Kong  | Hong Kong  | 1          |      |         |                  |                  |                  |  |
|  | Messico    | Messico    | 3          |      |         |                  |                  |                  |  |
|  | Messico    | Messico    | 3          |      | Messico | Messico          | 3                |                  |  |
|  |            |            |            |      | Messico | Messico          | 3                |                  |  |
|  |            |            | Iran       | Iran | 0       |                  |                  |                  |  |
|  | Cina       | Cina       | Iran       | Iran | 0       | 0                |                  |                  |  |
|  | Cina       | Cina       |            |      |         | 0                |                  |                  |  |
|  | Iran       | Iran       | 3          |      |         | Finale 19º posto | Finale 19º posto | Finale 19º posto |  |
|  | Iran       | Iran       | 3          |      |         |                  |                  |                  |  |
|  |            |            |            |      |         |                  |                  |                  |  |
|  |            |            |            |      |         | Hong Kong        | Hong Kong        | 3                |  |
|  |            |            |            |      |         | Hong Kong        | Hong Kong        | 3                |  |
|  |            |            |            |      |         | Cina             | Cina             | 0                |  |

##### Semifinali
| 11 luglio 2019 Palazzetto dello Sport, Ariano Irpino Durata: 1h:35 - Spettatori: ? | Hong Kong | 1 - 3 | Messico | 25-22, 14-25, 13-25, 21-25 |
| 11 luglio 2019 Palazzetto dello Sport, Ariano Irpino Durata: 1h:04 - Spettatori: ? | Cina      | 0 - 3 | Iran    | 16-25, 22-25, 19-25        |

##### Finale 19º posto
| 12 luglio 2019 Palazzetto dello Sport, Ariano Irpino Durata: 1h:07 - Spettatori: ? | Hong Kong | 3 - 0 | Cina | 25-21, 25-23, 25-13 |

##### Finale 17º posto
| 12 luglio 2019 Palazzetto dello Sport, Ariano Irpino Durata: 1h:19 - Spettatori: ? | Messico | 3 - 0 | Iran | 25-23, 25-20, 25-18 |

## Podio

### Campione
Formazione: 1 Fabio Ricci, 2 Giulio Pinali, 3 Sebastiano Milan, 4 Giacomo Raffaelli, 5 Alberto Polo, 6 Yuri Romanò, 8 Paolo Zonca, 9 Marco Pierotti, 10 Nicola Salsi, 11 Alessandro Piccinelli, 12 Gianluca Galassi, 13 Francesco Zoppellari, CT: Gianluca Graziosi

### Secondo posto
Formazione: 1 Jan Nowakowski, 3 Michał Kędzierski, 4 Łukasz Kozub, 6 Bartłomiej Lipiński, 7 Bartłomiej Lemański, 8 Jędrzej Gruszczyński, 9 Patryk Niemiec, 10 Bartosz Filipiak, 11 Kamil Semeniuk, 13 Mateusz Masłowski, 15 Paweł Halaba, 18 Damian Domagała, CT: Paweł Woicki

### Terzo posto
Formazione: 1 Pavel Pankov, 2 Kirill Klec, 3 Andrej Surmačevskij, 4 Aleksej Kononov, 7 Kirill Ursov, 8 Roman Pakšin, 9 Denis Bogdan, 10 Dmitrij Jakovlev, 11 Roman Porošin, 13 Maksim Belogorcev, 16 Aleksandr Mel'nikov, 19 Semën Krivitčenko, CT: Aleksej Verbov

## Classifica finale
| Pos | Squadra       |
| --- | ------------- |
|     | Italia        |
|     | Polonia       |
|     | Russia        |
| 4   | Francia       |
| 5   | Giappone      |
| 6   | Rep. Ceca     |
| 7   | Taipei cinese |
| 8   | Portogallo    |
| 9   | Svizzera      |
| 10  | Corea del Sud |
| 11  | Canada        |
| 12  | Brasile       |
| 13  | Ucraina       |
| 14  | Cile          |
| 15  | Argentina     |
| 16  | Stati Uniti   |
| 17  | Messico       |
| 18  | Iran          |
| 19  | Hong Kong     |
| 20  | Cina          |